# 沃爾凱諾 (加利福尼亞州)
沃爾凱諾（英語：Volcano）是位於美國加利福尼亞州阿馬多爾縣的一個人口普查指定地區。

## 地理
沃爾凱諾的座標為38°26′35″N 120°37′51″W / 38.44306°N 120.63083°W，而該地最高點為海拔高度631米（即2070英尺）。

## 人口
根據2010年美國人口普查的數據，沃爾凱諾的面積為3.887平方千米，當中陸地面積為3.887平方千米，而水域面積為0.000平方千米。當地共有人口115人，而人口密度為每平方千米29人。